# Time of Your Life
"Time of Your Life" je debitantski singl repera Kid Inka s njegovog prvog nezavisnog albuma Up & Away koji će biti objavljen u lipnju 2012. godine. Pjesma je objavljena 14. siječnja 2012. godime. Kao singl je objavljena 7. veljače 2012. godine u formatu digitalnog downloada. Producent pjesme je Ned Cameron, a tekstopisac je Kid Ink. U svom prvome tjednu singl je prodan u 18.500 primjeraka. Kid Ink je 2. travnja 2012. godine objavio spot za pjesmu. Kid Ink je 1. lipnja 2012. godine objavio remix pjesme na kojem gostuju Tyga i Chris Brown. Producenti remixa su Ned Cameron i sam Kid Ink.

## Videospot
Spot za pjesmu je objavljen 2. travnja 2012. godine. Redatelj spota je Alex Nazari. Spot je do 19. travnja pogledan u više od milijun puta na YouTubeu.

## Popis pjesama
Digitalni download
| Br. | Skladba                                                    | Tekstopisac                                   | Producent            | Trajanje |
| --- | ---------------------------------------------------------- | --------------------------------------------- | -------------------- | -------- |
| 1.  | »Time of Your Life« (Clean)                                | Brian Collins                                 | Ned Cameron          | 3:57     |
| 2.  | »Time of Your Life« (Explicit)                             | Collins                                       | Ned Cameron          | 3:56     |
| 3.  | »Time of Your Life« (Instrumental)                         | Collins                                       | Ned Cameron          | 4:12     |
| 4.  | »Time of Your Life« (Remix) (featuring Tyga & Chris Brown) | Collins, Michael Stevenson, Christopher Brown | Ned Cameron, Kid Ink | 4:13     |

## Top ljestvice
| Top ljestvica (2012.)        | Završna pozicija |
| ---------------------------- | ---------------- |
| SAD (Rhythmic Airplay Chart) | 32               |

## Datumi objavljivanja
| Država                     | Datum            | Format             | Diskografska kuća      | Izvor |
| -------------------------- | ---------------- | ------------------ | ---------------------- | ----- |
| Sjedinjene Američke Države | 7. veljače 2012. | Digitalni download | Tha Alumni Music Group | [ 7 ] |

## Vanjske poveznice
- Time of Your Life na YouTubeu